# Campylostemon angolense
Campylostemon angolense är en benvedsväxtart som beskrevs av Friedrich Welwitsch och Oliver. Campylostemon angolense ingår i släktet Campylostemon och familjen Celastraceae. Inga underarter finns listade.